# Týnec (Koleč)
Týnec (Duits: Teinitz of Teinitz bei Coltz) is een Tsjechische plaats in de gemeente Koleč in de regio Midden-Bohemen en maakt deel uit van het district Kladno.
Týnec telt 32 inwoners (2021).

## Geschiedenis
De eerste schriftelijke vermelding van Týnec dateert van 1088.
Sinds 1960 is Týnec onderdeel van de gemeente Koleč.

## Galerij

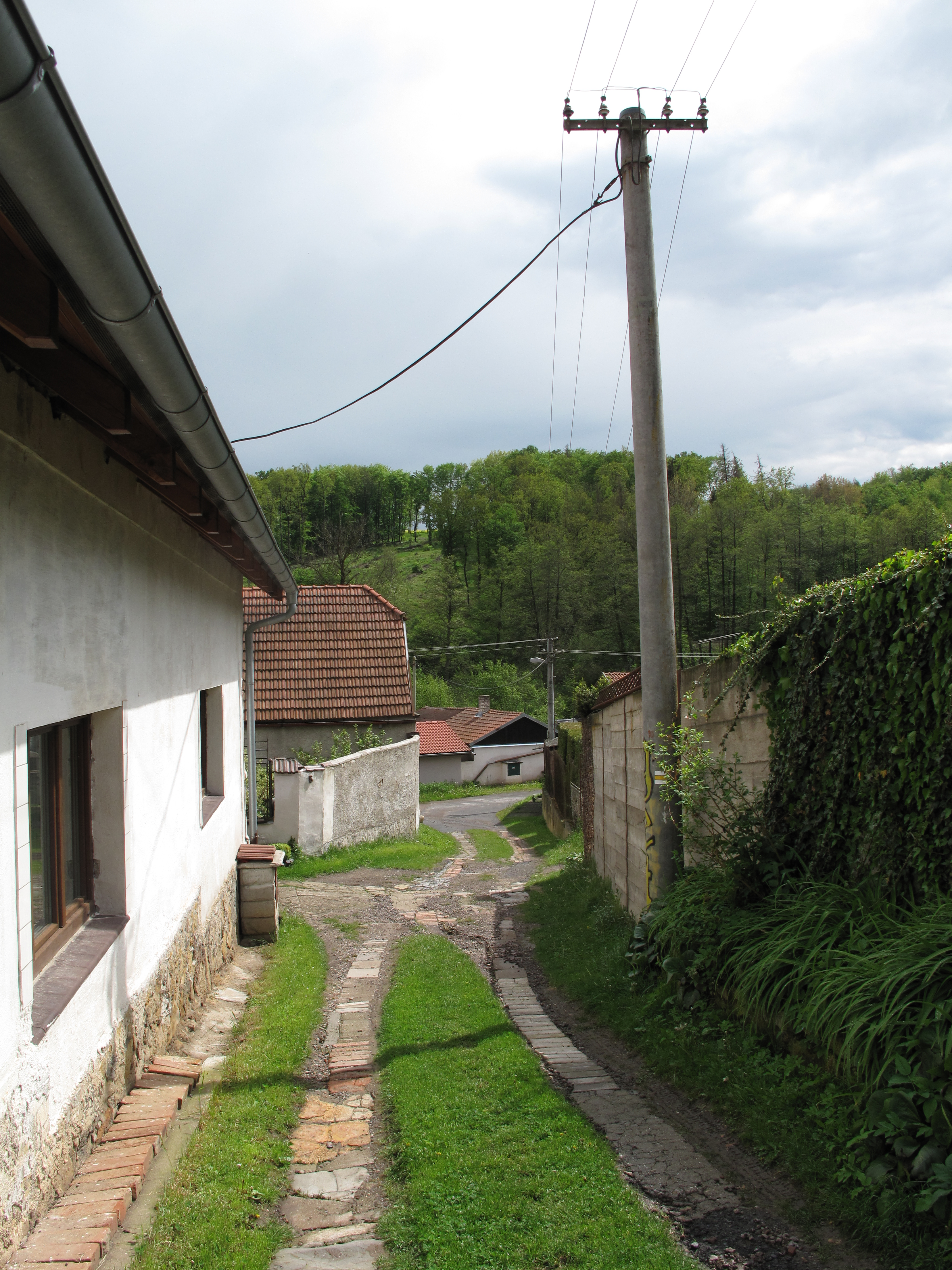
Steegje in Týnec
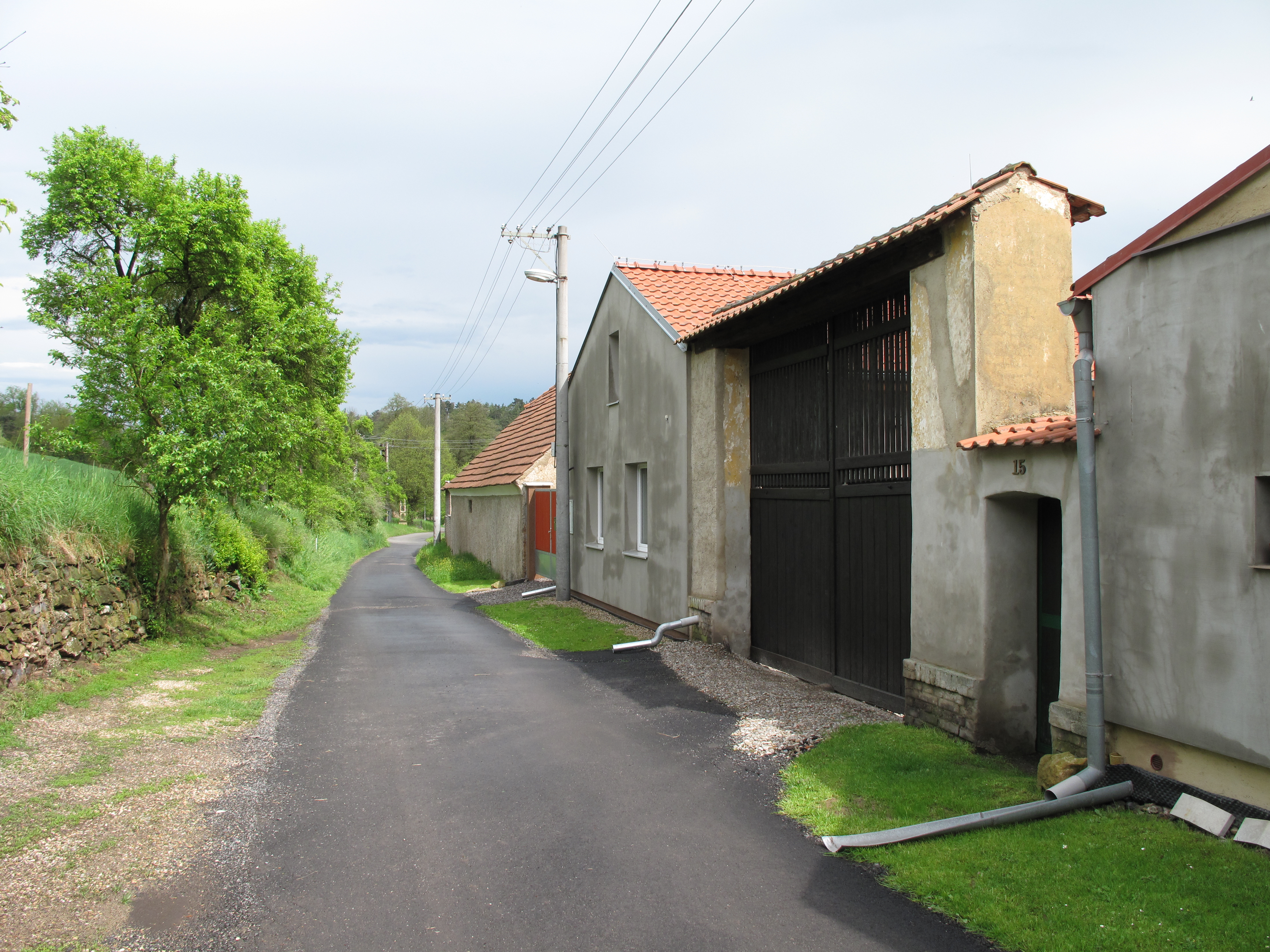
Straat in Týnec
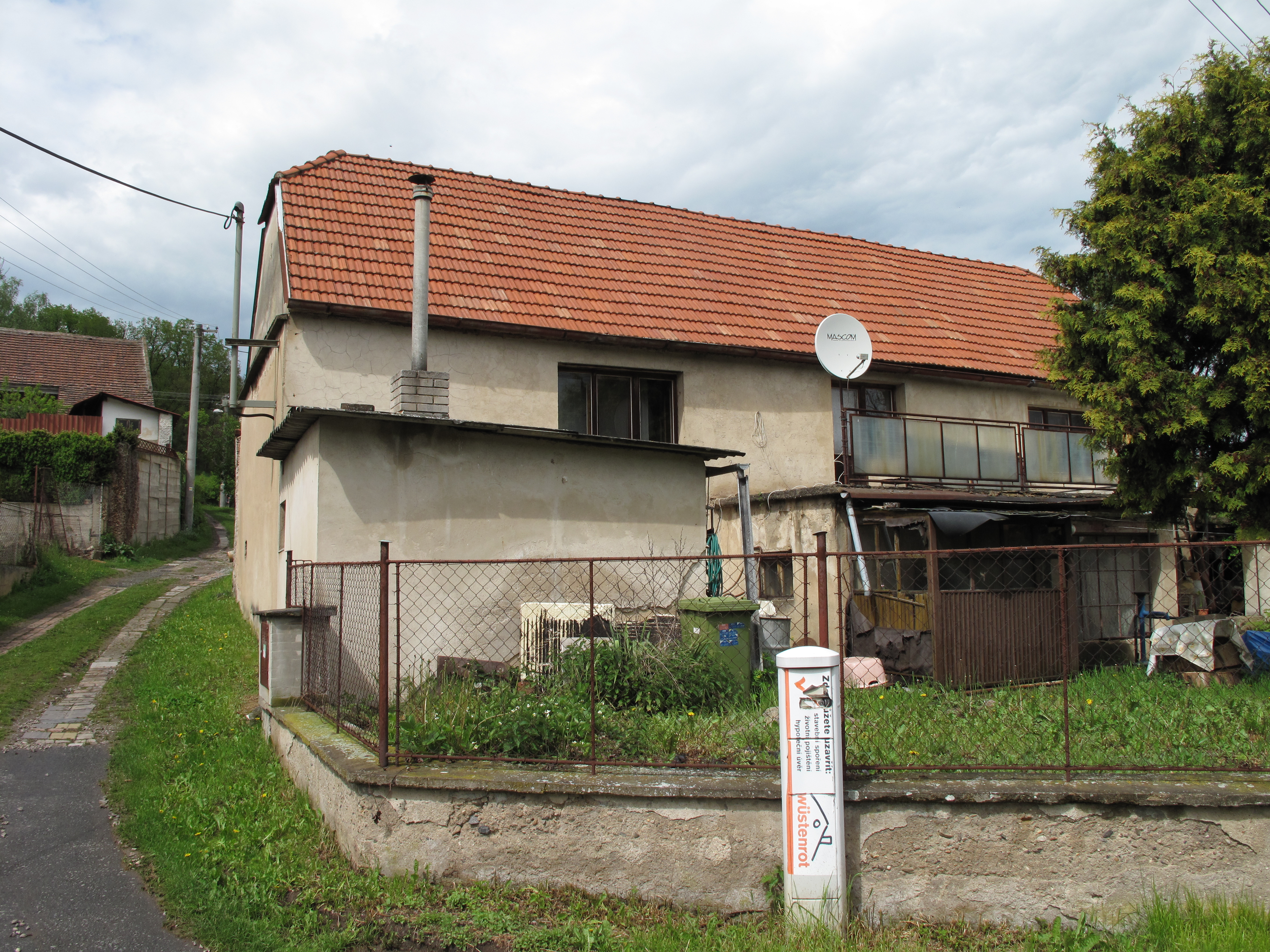
Huis in Týnec
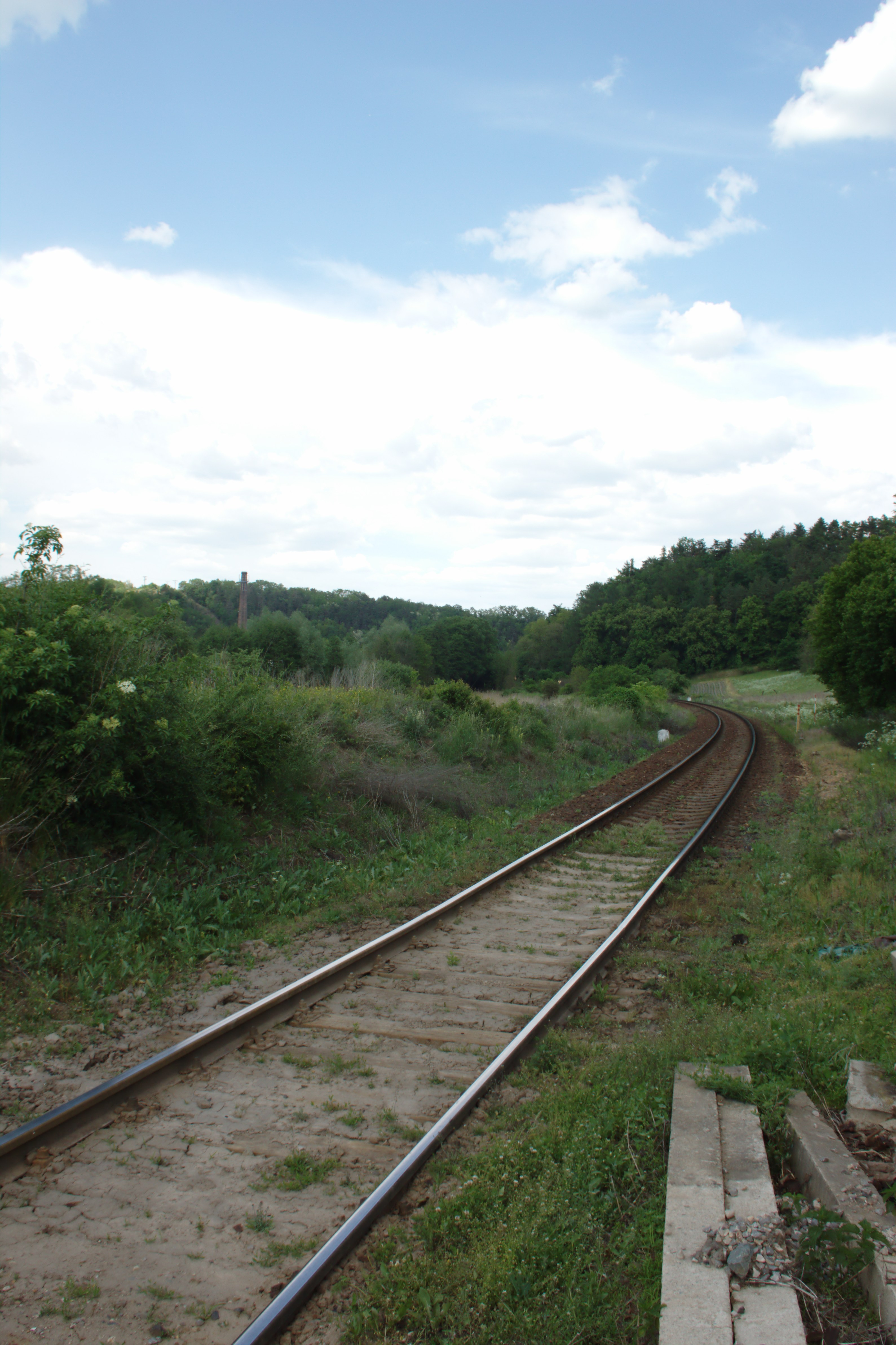
Spoorlĳn 093 nabĳ het dorp